# Mijasiro Taiszei
Mijasiro Taiszei (宮代 大聖) (Minato, 2000. május 26. –) japán válogatott labdarúgó.

## Klub
A labdarúgást a Kawasaki Frontale csapatában kezdte. 2018-ban japán bajnoki címet szerzett. Később játszott még a Renofa Yamaguchi FC csapatában. 2021-ben a Tokushima Vortis csapatához szerződött.

## Nemzeti válogatott
A japán U20-as válogatott tagjaként részt vett a 2019-es U20-as labdarúgó-világbajnokságon.